# PGC 9849
LEDA/PGC 9849, auch UGC 2068, ist eine Spiralgalaxie vom Hubble-Typ Sd im Sternbild Andromeda am Nordsternhimmel. Sie ist schätzungsweise   Millionen Lichtjahre von der Milchstraße entfernt und hat einen Durchmesser von etwa 95.000 Lichtjahren. Vom Sonnensystem aus entfernt sich das Objekt mit einer errechneten Radialgeschwindigkeit von näherungsweise 5.700 Kilometern pro Sekunde.

## Galaktisches Umfeld
| Nr. | Galaxie          | Alternativname          | Rek          | Dek          | Distanz/asec |
| --- | ---------------- | ----------------------- | ------------ | ------------ | ------------ |
| →   | LEDA/PGC 9849    | UGC 2068                | 02h35m26.63s | +40d53m39.9s | 0            |
| 1   | NGC 982          | LEDA/PGC 9838           | 02h35m24.87s | +40d52m11.0s | 91.26        |
| 2   | LEDA/PGC 2173014 | 2MASX J02352608+4055319 | 02h35m26.10s | +40d55m32.1s | 112.27       |
| 3   | LEDA/PGC 9848    | MCG +07-06-040          | 02h35m36.11s | +40d52m26.1s | 130.84       |
| 4   | NGC 980          | LEDA/PGC 9831           | 02h35m18.56s | +40d55m35.4s | 147.34       |
| 5   | LEDA/PGC 2172817 | 2MASX J02361571+4054436 | 02h36m15.71s | +40d54m43.7s | 559.77       |
| 6   | LEDA/PGC 2175496 | 2MASX J02361607+4105116 | 02h36m16.06s | +41d05m11.4s | 889.50       |
| 7   | LEDA/PGC 9825    | UGC 2058                | 02h34m53.37s | +41d07m06.9s | 890.78       |